# Saitenchor

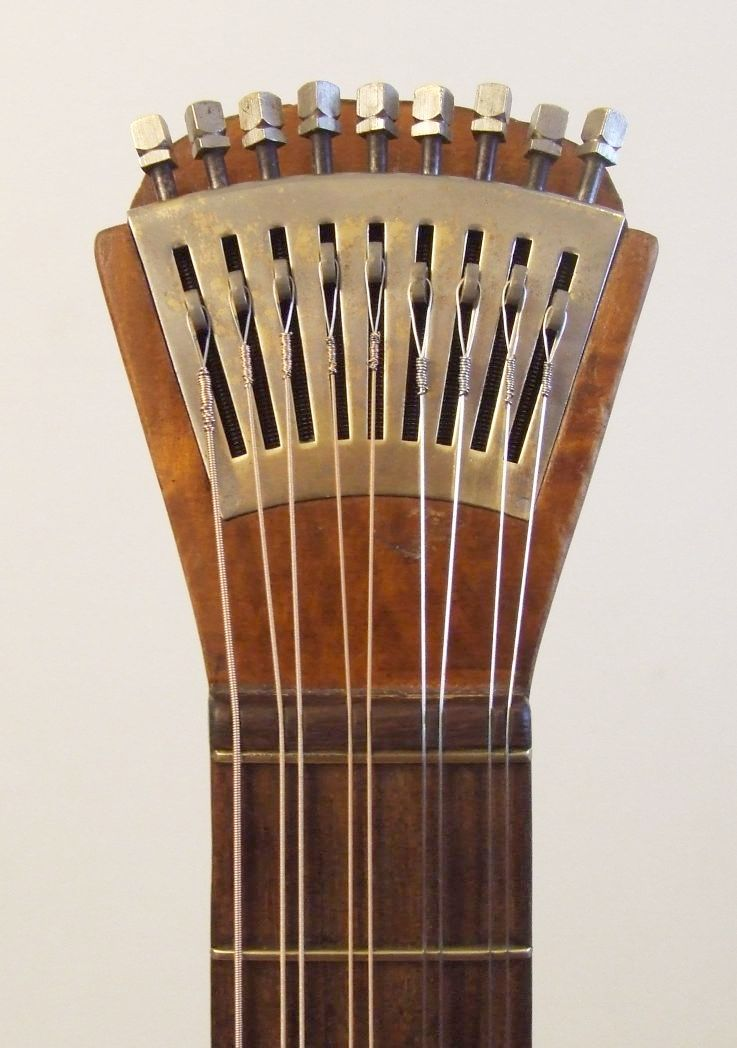
Die Hamburger Waldzither hat neun Saiten: eine einzelne Basssaite (ganz links) und vier Chöre mit je zwei Saiten. Die Stimmung ist c gg c'c' e'e' g'g'

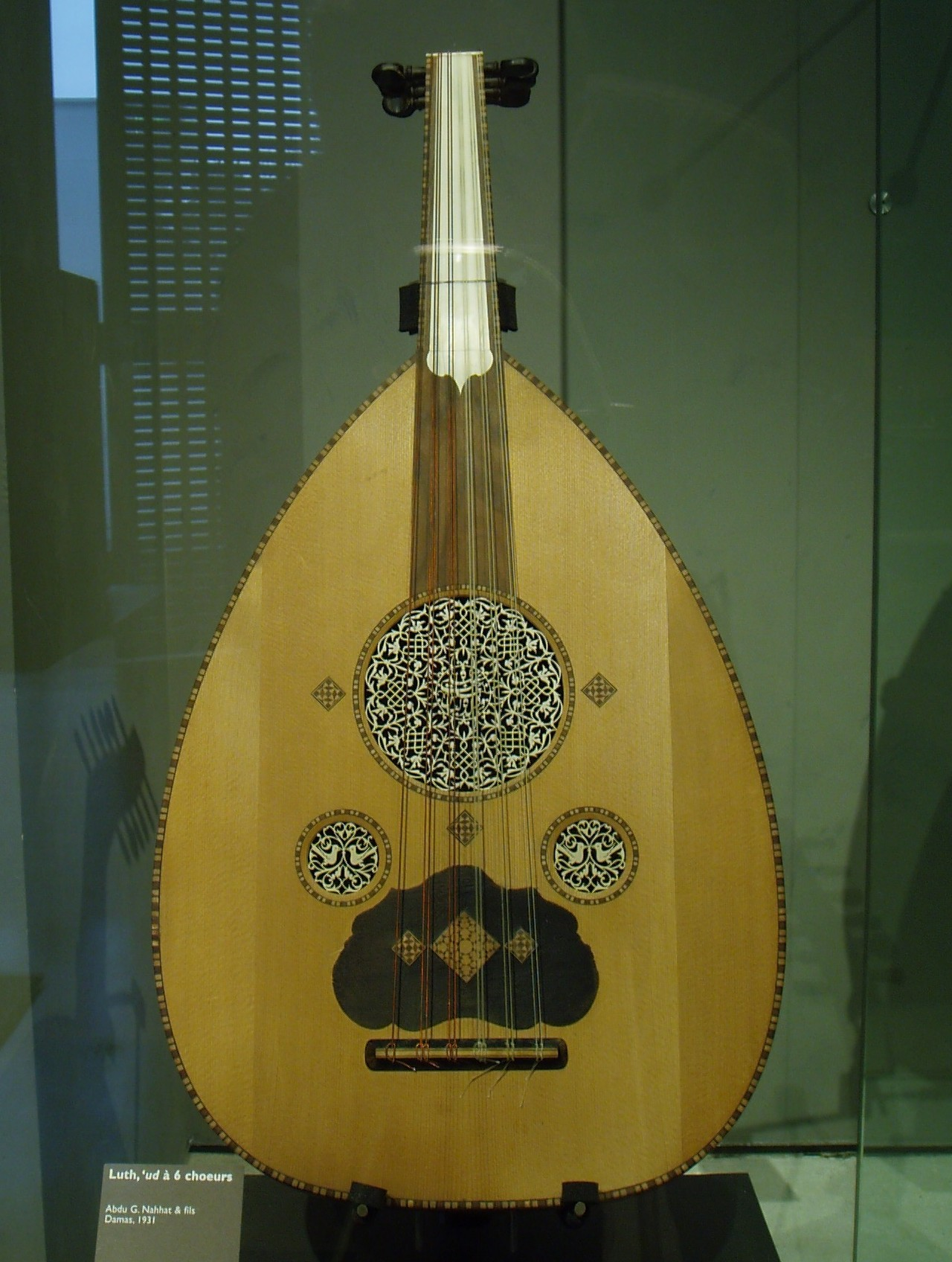
Ein sechschöriger Oud

Bei Saiteninstrumenten bezeichnet Saitenchor (oft nur Chor genannt; englisch Course, französisch choeurs oder rangs, italienisch cori) zwei oder mehr zusammengehörige Saiten, die auf denselben Ton (unisono) oder im Oktavabstand gestimmt sind und beim Spiel als eine Einheit aufgefasst werden. Chöre ist der umgangssprachlich verbreitete Plural; in der Fachliteratur etwa zum Klavierbau findet sich durchweg der Plural Chore. Chörig bezeichnet ein mit solchen Chören ausgestattetes Instrument.

## Zupfinstrumente
Chörige Zupfinstrumente sind z. B. Barockgitarre, Bouzouki, Cister, Laute, Oud, Mandoline oder die zwölfsaitige Gitarre.
Während „doppelchörig“ ein Instrument beschreibt, dessen Chöre auf zwei Saiten ausgelegt sind, kann etwa „vierchörig“ sowohl auf viersaitige Chöre als auch auf ein Instrument mit vier Chören hinweisen. Bei Lauten wird stets die Anzahl der Chöre (und nicht die Anzahl der Saiten pro Chor) angegeben: Eine „zehnchörige Laute“ verfügt also über zehn Chöre zu jeweils zwei oder drei Saiten.
Die zwei (oder mehr) Saiten, die einen Chor ausmachen, werden zusammen gegriffen und zusammen angeschlagen. Die Stimmung etwa der zwölfsaitigen Westerngitarre ist Ee Aa dd’ gg’ hh e’e’ (die tieferen vier Chöre werden im Oktavabstand gestimmt, die zwei hohen unisono).

## Besaitete Schlaginstrumente
Die Saiten der mit einem Klöppel geschlagenen Hackbretter sind ebenfalls mehrchörig, in der Regel haben die Diskantchöre mehr Saiten (in der Regel vier) als die Basschöre.

## Besaitete Tasteninstrumente
Bei Klavieren und Hammerklavieren ist der Bezug lediglich im Bassbereich einchörig ausgelegt. Oberhalb davon ist der Bezug doppelchörig, im Diskant (ab H oder B) stets dreichörig, selten – bei experimentellen Konstruktionen – auch vierchörig. Die Saiten innerhalb eines Chores werden stets auf dieselbe Frequenz gestimmt. Eine Ausnahme bildet der Aliquot-Flügel, bei dem die vierte Saite, die nur durch Resonanz mitschwingt, eine Oktave höher erklingt. Beim modernen Flügel verschiebt das linke Pedal die Mechanik nach links, so dass die Hämmer nur noch je eine Saite anschlagen („una-corda-Spiel“); dies verringert die Lautstärke und verändert die Klangfarbe.
Clavichorde waren/sind fast durchweg doppelchörig besaitet. Auch hier ist/war das Ideal die Stimmung auf derselben Frequenz, doch galten/gelten minimale Verstimmungen gegeneinander als den Klang belebend. Beim Clavichord werden stets beide Saiten eines Chores angeschlagen.